# Campo gravitacional
Em mecânica newtoniana, o campo gravitacional é o campo vectorial que representa a atração gravitacional que um corpo massivo (isto é, um corpo caracterizado pelo atributo de massa) exerce sobre os outros corpos, sem especificar qual é o corpo que está sendo atraído. Isso é possível porque pela lei da gravitação universal, a força gravitacional sentida por um corpo é diretamente proporcional à sua massa gravitacional. Assim, o campo gravitacional corresponde mais exactamente ao fator de proporcionalidade a ser aplicado para obtermos a força exercida sobre uma massa em particular.
Da lei de Newton para a gravitação, supondo que o corpo massivo em questão tenha massa {\displaystyle M} e que esteja na origem do sistema de coordenadas de {\displaystyle \mathbb {R} ^{3}}, o campo gravitacional G em um ponto r será:
{\displaystyle \mathbf {G} (\mathbf {r} )=-{\frac {G_{N}M\mathbf {r} }{r^{3}}}}
onde {\displaystyle G_{N}} é a constante de gravitação universal ({\displaystyle \sim 6,\!67\times 10^{-11}\;\mathrm {m} ^{3}~\mathrm {kg} ^{-1}~\mathrm {s} ^{-2}}) e r é o módulo do vetor r, e coincide com a distância em relação à massa criadora do campo. O sinal negativo mostra que o campo é atrativo, pois a força tem o sentido oposto ao raio vector. Por sua vez, o módulo do campo à distância r da massa M é {\displaystyle {\frac {G_{N}M}{r^{2}}}}. Note que na formulação vetorial temos {\displaystyle {\frac {\mathbf {r} }{r^{3}}}}, cuja norma é {\displaystyle {\frac {1}{r^{2}}}}.
Pela equivalência entre a massa inercial e a massa gravitacional e a Segunda Lei de Newton, vemos que o campo gravitacional em um ponto, que tem unidades de {\displaystyle \mathrm {m} /\mathrm {s} ^{2}}, corresponde à aceleração sofrida por um corpo massivo devido à presença da massa {\displaystyle M} e portanto não depende do corpo que sofre a ação do campo.

## Formulação relativística
Na formulação de Einstein da Relatividade geral, o conceito de campo gravitacional não existe. Isso porque a ideia de campo está intimamente ligada à capacidade de separar os efeitos dos diferentes "geradores do campo", que por conseguinte se adicionam num ponto. Por outro lado, a descrição relativística da atração gravitacional, através do princípio da equivalência, implica uma formulação matemática que apresenta duas diferenças fundamentais em relação à descrição Newtoniana:
- As trajetórias livres de forças são geodésicas do espaço-tempo;
- A métrica {\displaystyle g_{ij}} do espaço-tempo é solução das equações de campo de Einstein {\displaystyle R_{ij}-{\frac {1}{2}}g_{ij}R={\frac {8\pi G_{N}}{c^{4}}}T_{ij}} onde {\displaystyle R_{ij}} é o tensor de curvatura de Ricci da métrica, {\displaystyle R} é o escalar de curvatura, {\displaystyle c} é a velocidade da luz e {\displaystyle T_{ij}} é o tensor de energia-momento.

Como as equações de Einstein são não-lineares, não vale necessariamente o princípio da superposição que garantia a decomposição da força gravitacional sentida por uma massa como a soma das forças gravitacionais "emanadas" de cada corpo do universo. Como além disso os efeitos da métrica sobre uma força gravitacional "equivalente" sentida por um objeto dependem (entre outros) da curvatura da métrica, faz pouco sentido introduzir um campo gravitacional neste caso.
Entretanto, localmente (no espaço-tempo), podemos utilizar o princípio de equivalência. Assim, para uma partícula de massa desprezível — para não alterar a solução da equação de campo — é indiferente dizermos que seu movimento será dada por "desvios" em relação às geodésicas do espaço-tempo, ligados às forças que agem sobre ela, ou que existe uma força virtual, que interpretamos como um campo gravitacional, que se adiciona às outras forças agindo sobre a partícula. Um exemplo bastante simples é o de uma partícula submetida unicamente ao campo gravitacional. No primeiro ponto de vista, a partícula simplesmente segue uma geodésica, parametrizada pelo tempo; assim, suas outras coordenadas (espaciais) não mudam e a partícula está "parada". No outro ponto de vista, a partícula sofre uma força gravitacional (que depende do ponto onde ela está) que a faz mudar de coordenadas espaciais ao mesmo tempo que muda de coordenadas temporais.